# 松山州
松山州，辽朝的头下军州。
本为辽泽大部落，横帐普古王牧地。有松山。北至上京一百七十里（上京在今内蒙古自治区赤峰市西）。五百户。开泰年间（1012年－1021年），设置松山州胜安军松山县（治所在今河北省平泉县境）。金朝天辅七年（1123年）置观察使。皇统三年（1143年）废州为县隶属大定府。承安三年（1198年）隶属高州，泰和四年（1204年）后隶属北京路大定府。元朝中统三年（1262年），升为松州，仍存松山县。至元二年（1265年），省松山县入松州。明朝沿置，后地入蒙古，废除松州。